# William Howard (vizconde de Stafford)
William Howard, FRS (30 de noviembre de 1614 - 29 de diciembre de 1680), primer vizconde de Stafford, era el hijo menor de Thomas Howard, conde de Arundel, y su esposa, Alethea Talbot. Miembro de la Royal Society desde 1665, fue un partidario realista antes de ser falsamente implicado por Titus Oates en la desacreditada "conspiración papista", y ejecutado por traición. Fue beatificado como mártir católico por el Papa Pío XI en 1929.

## Juventud
William creció en una casa nominalmente anglicana, su padre se había convertido a la Iglesia de Inglaterra en 1616. Sin duda, William estuvo expuesto a las influencias católicas, ya que casi todos los miembros de la familia Howard permanecieron leales en privado a esa fe, incluso si se conformaban exteriormente a la Iglesia establecida.
Su abuelo, Philip Howard, conde de Arundel, había sido encarcelado por Isabel I de Inglaterra en la Torre de Londres por ser católico y había muerto allí en 1595 después de diez años de prisión. En 1620, William fue colocado en la casa de Samuel Harsnett, obispo de Norwich para una educación, luego asistió a St John's College, Cambridge, a los 11 años en 1624, pero no recibió un título. Todavía era considerado miembro de la Iglesia de Inglaterra en 1633, cuando fue incluido como Comisionado Eclesiástico.

## Matrimonio y descendencia
Se casó con Mary, hija de Edward Stafford (fallecido en 1621) y Ann Wilford, y hermana de Henry Stafford, barón Stafford (fallecido en 1637) mediante una licencia concedida el 11 de octubre de 1637. Los Stafford eran católicos y el matrimonio fue realizado por un sacerdote católico, no anglicano, para vergüenza reportada del padre del novio. Tras la muerte de Henry Stafford y la rendición forzada (y probablemente ilegal) de la baronía, debido a su pobreza, por el siguiente heredero, el primo lejano de Mary, Roger Stafford, barón de Stafford en 1637, la familia Howard aseguró el título de William, él y Mary fueron nombrados barón y baronesa Stafford el 12 de septiembre de 1640. Dos meses más tarde, William fue nombrado vizconde de Stafford. La pareja tuvo 3 hijos y 6 hijas, de los cuales se conocen al menos 8:
- Henry Stafford Howard, primer conde de Stafford, segundo vizconde de Stafford, quien se casó con Claude-Charlotte, hija de Philibert de Gramont y su esposa, Elizabeth, hija de Sir George Hamilton; murió sin descendencia y fue sucedido por el hijo de su hermano John, William.
- John Stafford Howard, quien se casó en primer lugar con Mary, hija de Sir John Southcote de Merstham; se casó en segundo lugar con Theresa, hija de Robert Strickland; padre de William, segundo conde de Stafford y John, cuarto y último conde.
- Francis Stafford Howard, quien se casó con Eleanor, hija de Henry Stafford.
- Ursula Stafford Howard, que se convirtió en monja.
- Delphina Stafford Howard, que se convirtió en monja en Lovaina: publicó la última carta que le envió su padre, en la que escribió en términos conmovedores su inocencia de los cargos de traición que se le imputaban.
- Alethea Stafford Howard, que se convirtió en monja.
- Isabella Stafford Howard, quien en 1669 se casó como su tercera esposa con John Paulet, quinto marqués de Winchester, pero no tuvo ningún problema.
- Anastasia Stafford Howard, que se casó con George Holman, de Warkworth, Northamptonshire, y tuvo un problema que incluía a Anne, que se casó con su primo William, segundo conde de Stafford.

## Exilio
William y su familia abandonaron Inglaterra en agosto de 1641 y se trasladaron a Amberes; sus padres también se habían ido de Inglaterra y vivían en la misma zona. El Parlamento británico le permitió regresar a Inglaterra con su esposa por un tiempo en 1646 y 1647; pero en 1649 sus propiedades fueron confiscadas y se vio obligado a componer la recusación y el realismo. En su juicio en 1680, afirmó haber realizado muchos deberes para el rey Carlos II de Inglaterra durante la década de 1650, viajando entre Inglaterra y los Países Bajos y visitando Roma, el Palatinado y Heidelberg; en este último fue detenido por reclamaciones de deudas contra la finca Arundel. Stafford fue encarcelado en 1656 en los Países Bajos, esta vez por las deudas de su padre. Hubo muchas disputas familiares sobre la herencia de Howard, especialmente entre William y la familia de su hermano mayor, quienes iniciaron una serie de demandas contra William y su madre por dinero presuntamente debido a ellos.
El principal defecto de carácter de Stafford parece haber sido su naturaleza pendenciera. Durante la conspiración papista señaló lo absurdo de vincularlo con Lord Arundell como co-conspirador, ya que era bien sabido que no habían estado hablando durante 25 años. A lo largo de los años, se peleó con muchos de sus parientes de Howard, incluido Henry Howard, duque de Norfolk, el jefe de la familia, lo que resultó ser desafortunado para él en 1680 cuando varios de sus primos de Howard se sentaron como jueces para juzgarlo por traición. Según John Evelyn, un testigo presencial, de sus parientes cercanos en la Cámara de los Lores que se sentaron en el juicio, solo el Conde de Arundel votó No Culpable, mostrando, como Evelyn correctamente comentó, que Stafford era un hombre "no amado por su familia".
Regresó a Inglaterra en la Restauración de Carlos II de Inglaterra en 1660 y fue restaurado a sus propiedades. A estas alturas ya hacía mucho que había abandonado la fe anglicana. Nunca fue realmente prominente en los asuntos políticos ni entre la comunidad católica, aunque promovió la eliminación de las leyes penales anticatólicas con el rey Carlos II de Inglaterra y James, duque de York, y en la década de 1670 aparentemente trató de mediar entre James y los líderes de la oposición Whig. En su juicio en 1680 dijo vagamente que podría haber promovido una política de tolerancia religiosa en sus discursos en la Cámara de los Lores, pero no podía recordar esto en detalle. Fue miembro de la Royal Society desde 1665 en adelante, y se convirtió en miembro del consejo en 1672.
Su relativa oscuridad se mantuvo en su contra durante la Conspiración; informantes como Stephen Dugdale inventaron astutamente discursos bastante plausibles en los que lamentaba la ingratitud del rey y la falta de recompensa que los Howard habían recibido por su lealtad. De hecho, Stafford, al igual que su compañero John Belasyse, barón Belasyse, víctima de la trama, pensaba que bajo el régimen tolerante de Carlos II de Inglaterra, que se creía que era un católico secreto, la nobleza católica estaba tan bien como podía razonablemente esperar; en su juicio, sostuvo que siempre había argumentado que "nosotros (es decir, los compañeros católicos) no tenemos otro interés que estar callados". Por ejemplo, las autoridades sabían bien que la misa católica se celebraba regularmente en su casa de la ciudad de Londres, pero no se tomó ninguna medida en su contra como resultado. Con frecuencia viajaba al extranjero: sus visitas a París a fines de la década de 1670, aunque aparentemente bastante inocentes, tuvieron más tarde resultados fatales, cuando el informante Edward Turberville lo acusó de ir a París a contratar a un asesino para asesinar a Carlos II. Stafford, por su parte, negó haber visto a Turberville en su vida.

## Complot papista
En 1678, estuvo implicado en la desacreditada "conspiración papista" de Titus Oates, y fue enviado a la Torre de Londres el 31 de octubre de 1678, junto con otros cuatro compañeros católicos. Debían ser juzgados a principios de 1679, pero Carlos prorrogó el Parlamento y se retrasó. El rey inicialmente parece haber tenido algunas sospechas sobre la lealtad de Stafford, especialmente después de escuchar la evidencia aparentemente plausible del informante Stephen Dugdale, y llegó a ofrecerle a Stafford un perdón real si confesaba; pero luego cambió de opinión. El escepticismo sobre el complot creció y se pensó que los compañeros encarcelados podrían ser liberados, pero los sentimientos anticatólicos revivieron en 1680 y Stafford fue juzgado en noviembre por traición. Como par, reclamó el privilegio de la nobleza para ser juzgado ante la Cámara de los Lores, presidida por el Lord High Steward. Sin embargo, como mostrarían los acontecimientos, un compañero no podía dar por sentada la simpatía de sus compañeros, ni siquiera de aquellos que eran sus parientes consanguíneos.

### Juicio
La principal evidencia contra Stafford provino de Titus Oates, quien dijo que había visto un documento del Papa que nombraba a Stafford como un conspirador; y de Stephen Dugdale, quien testificó que Stafford había intentado persuadirlo de que matara al rey cuando Stafford estaba visitando a los empleadores de Dugdale, los Aston, en su casa de campo, Tixall, Staffordshire. Un tercer testigo particularmente peligroso, Edward Turberville (un soldado profesional y, por lo tanto, una opción plausible como asesino) dijo que había visitado Stafford en París en 1676, donde Stafford había intentado sobornarlo para que matara a Carlos II de Inglaterra. Hubo varias inconsistencias en su historia, especialmente con respecto a las fechas relevantes, pero Stafford, al carecer de asistencia legal experta, no las aprovechó adecuadamente.
A Stafford, como a todos los acusados de traición hasta la aprobación de la Ley de Traición de 1695, se le negó un abogado defensor y se le obligó a realizar su propia defensa, presentando testigos para contrarrestar las pruebas en su contra. Uno de esos testigos habría sido Richard Gerard de Hilderstone, que había venido a Londres para testificar en nombre de Stafford pero fue encarcelado por palabra de Stephen Dugdale; Gerard murió en la cárcel antes del juicio. Aunque el Lord High Steward, Heneage Finch, condujo el juicio con una imparcialidad ejemplar, esto no fue suficiente para asegurar la absolución de Stafford: mientras Stafford mantuvo su inocencia con vigor, John Evelyn, un espectador, consideró sus discursos "muy confusos y sin método". Fracasó, donde un buen abogado defensor podría haber tenido éxito, en exponer las inconsistencias en las pruebas de Turberville, o en desacreditar al desagradable Oates, cuya reputación pública había declinado notablemente durante el año anterior. Como Evelyn también señaló, Stafford "no era un hombre querido por su propia familia", y siete de los ocho compañeros de la dinastía Howard que se sentaron en la Corte lo votaron culpable.
Stafford fue condenado por una mayoría de 55 votos de culpable contra 31 de no culpable y condenado a ser ahorcado, arrastrado y descuartizado, el castigo de los traidores, que el rey conmutó por decapitación. El rey, aunque no se cree que tuviera mucho respeto personal por el impopular Stafford, dijo más tarde que había firmado la sentencia de muerte "con lágrimas en los ojos", pero en el estado actual de la opinión pública era imposible un indulto. Carlos agregó que los acusadores de Stafford tenían sus manos manchadas de sangre, tal como más tarde le dijo al conde de Essex que la sangre de Oliver Plunkett estaba en su cabeza.

### Ejecución
Stafford fue ejecutado en Tower Hill el 29 de diciembre de 1680. Gilbert Burnet escribió que fue olvidado rápidamente, pero otros pensaron que la publicación de una versión de sus últimas palabras, dirigida a su hija Delphina (que era monja en Lovaina), en la que hablaba elocuentemente de su inocencia: "Mi buena niña, Ruego que Dios los bendiga ... Tu pobre padre tiene este consuelo, que es totalmente inocente", ayudó a que la opinión pública se volviera contra la Conspiración. Las primeras muertes de Dugdale y Turberville, los principales informantes en su contra, fueron vistas por algunos como una prueba de la inocencia de Stafford y otras víctimas del complot: se decía que el propio Stafford había profetizado (correctamente) que Turberville lo seguiría hasta la tumba dentro del año. Para sorpresa de muchos, Turberville mantuvo hasta el último momento la verdad de sus cargos contra Stafford: Gilbert Burnet pensó que la inocencia o culpa de Stafford era un misterio más allá de la solución.

### Títulos
Stafford fue atacado y la familia perdió el título. Los esfuerzos bien intencionados del rey Jaime II de Inglaterra en 1685 para revertir al atacante fracasaron debido al estancamiento entre las dos Cámaras del Parlamento sobre el tema y, más tarde, a la falta de voluntad del rey para recordar su cada vez más obstructivo Parlamento. El título de barón Stafford se devolvió a la línea Howard en 1824, con el atacante invertido, pero el título de vizconde se extinguió ya que no había herederos varones. A su viuda, Mary, se le restauraron los títulos con la adhesión de Jacobo II de Inglaterra, como un consuelo por no haber revertido el asalto a su marido, y fue nombrada condesa de Stafford el 5 de octubre de 1688, al mismo tiempo que se creaba a su hijo conde de Stafford.